# Пара (ВПС)

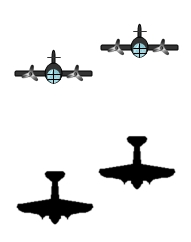
пара

Пара — це основна вогнева одиниця бойових порядків для організації взаємодії в груповому повітряному бою у винищувальній військовій авіації і складається з двох літальних апаратів (літаків або вертольотів — чільного (командира) і веденого). Широковідома з часів Другої світової війни і використовується для боротьби з поодинокими цілями, за сприятливої тактичної обстановки в бою з малими групами, а також для здійснення раптових атак на великі ворожі групи противника. Відповідальний за керівництво — чільний, і він, як правило, атакує, а ведений прикриває командира і вступає в бій тільки з тими літаками, які загрожують чільному. Розміщення в парі не стабільне, чільний літак вибирає місце в залежності від задачі та навколишніх умов. Маневрування і ведення бою в парі можливо тільки за наявності спрацьованості пари, безперервної ефективної вогневої взаємодії, взаємного розуміння і довіри. Пари використовують для створення тактичних підрозділів, таких як ланка.

## Історія
Пара широко відома у військовій авіації країн колишнього Радянського Союзу. В бойовій авіації НАТО також є відповідна формація з щонайменше двох літальних апаратів.